# 小行星6166
小行星6166（英語：6166 Univsima）是一颗围绕太阳公转的小行星。1978年9月27日，柳德米拉·切爾尼赫在克里米亚发现了此天体。
这颗小行星的绝对星等为82.31797等。